# アンダーソンネーサン
アンダーソン ネーサン（英語名：Nathan Anderson、1984年5月18日 - ）は、ニュージーランドの元ラグビー選手。2016年現在、トップリーグクボタスピアーズの通訳をしている。

## プロフィール
- ニュージーランド・クライストチャーチ出身。
- ポジションはスクラムハーフ(SH)。
- 身長 170cm、体重 73kg
- ニックネームはネイ。
- U21日本代表[1]や日本Ａ代表[2]に選ばれたことがある。
- 旧名ネーサン・アンダーソン。

## 略歴
2003年、仙台育英高校卒業後、流通経済大学に入る。なお仙台育英高校時代、高校日本代表に選ばれたことがある。
2008年、流通経済大学卒業後、神戸製鋼コベルコスティーラーズに加入。
2010年10月16日に行われたジャパンラグビートップリーグ第6節のヤマハ発動機ジュビロ 戦に途中出場ながら公式戦初出場を果たす。
2011年、日本国籍を取得。
2014年、クボタスピアーズに加入。
2016年、クボタスピアーズを退団。